# Bieriozowskij (obwód swierdłowski)
Bieriozowskij (ros. Берёзовский) – miasto w Rosji w obwodzie swierdłowskim. Liczy 60 tys. mieszkańców (2021).
Położone nad rzeką Beriozowką, dopływem Pyszmy w odległości 13 km od Jekaterynburga. Słynie z wydobycia złota.